# East Horsley
East Horsley – wieś w Anglii, w hrabstwie Surrey, w dystrykcie Guildford. Leży 35 km na południowy zachód od centrum Londynu.